# Der mysteriöse Passagier
Der mysteriöse Passagier (Originaltitel: Impact oder auch Tin Kickers) ist ein britischer Fernsehfilm aus dem Jahr 2002.

## Handlung
Auf seiner Geburtstagsfeier erhält der AAIB-Flugunfallermittler Marcus Hodge einen Anruf von seiner 15-jährigen Tochter Angel, die er seit der Scheidung von der Mutter vor 12 Jahren nicht mehr gesehen hat und die mit dieser in den USA lebt. Diese plant, ihn zu besuchen, da es bei ihr zu Hause Probleme gebe, denen sie aus dem Weg gehen wolle. Als er am Flughafen Stansted auf ihre Ankunft wartet, erfährt er, dass das Flugzeug, mit dem sie aus Louisville ankommen wollte, abgestürzt ist. Beim Absturz nahe der Kleinstadt Borvis sterben alle 280 Insassen sowie einige Menschen am Boden. Hodge und sein Team werden mit den Ermittlungen beauftragt, jedoch ist Hodge besorgt, seine Tochter sei an Bord gewesen. Da ihr Name nicht auf der Passagierliste steht, glaubt er, sie habe den Flug verpasst und sei noch am Leben.
Vonseiten der Behörden und der Fluggesellschaft steigt der Druck, die Sache als Terroranschlag einzustufen, da das Flugzeug bereits in der Luft explodiert sei. Tatsächlich finden sich Beweise für eine Bombe im Frachtraum und es gibt erste Bekenntnisse von Terrororganisationen. Während der Ermittlungen wird die Leiche von Angel gefunden, die unter falschem Namen und einem gefälschten Pass unterwegs war. Der völlig am Boden zerstörte Hodge wird von den Ermittlungen ausgeschlossen. Zeitgleich kommt der Verdacht auf, dass Angel die Bombe womöglich selbst an Bord geschmuggelt hat.
Unter großem Druck versucht Hodge, nun selbst die Wahrheit herauszufinden, um die Unschuld seiner Tochter zu beweisen. Wütende Angehörige und die Presse werden von korrupten Mitarbeitern der Fluggesellschaft, die schon in der Vergangenheit wegen Wartungs- und Sicherheitsmängeln negativ aufgefallen war, zusätzlich angestachelt. Nachdem sie herausgefunden haben, dass die Bombe zu schwach war, um das Flugzeug zum Absturz zu bringen, kommt der Verdacht auf, dass die Explosion ihren Ursprung in einem Triebwerk hatte.
Zusammen mit einem Einheimischen, dessen Verlobte von herabstürzenden Trümmerteilen getötet wurde, macht Hodge sich auf die Suche nach weiteren Beweisen. Zusammen finden sie bei einem Dieb ein Bauteil aus einem der Triebwerke. Das Teil war fehlerhaft, da es älter war und trotzdem als neu deklariert eingebaut wurde. Als es nachgab, explodierte das Triebwerk, wobei der Rumpf strukturell beschädigt wurde und schließlich auseinanderbrach. Auf einer Pressekonferenz, auf der die Fluggesellschaft Angel als Täterin anprangern will, präsentiert Hodge das illegale Ersatzteil und enthüllt so die Wahrheit. Der Chef der Airline brüllt daraufhin wütend, dass es Hodges Tochter gewesen sein muss, da ihr Pass von einer Terrororganisation besorgt wurde. Daraufhin meldet sich Hodges Exfrau in der Menge, die zugibt, den gefälschten Pass selbst besorgt zu haben, da Angel sonst wegen einer Vorstrafe ihren Vater in Großbritannien nicht hätte besuchen können. Angel wird rehabilitiert und der Absturz offiziell als technisches Versagen eingestuft.
Als sie gehen, erhält Hodge von der PR-Managerin der Fluggesellschaft, die heimlich selbst nachgeforscht hat, eine Diskette mit weiteren Informationen und sie sagt ihm, dass er sie brauchen würde. Es wird angedeutet, dass die Fluggesellschaft Flugverbot erhalten könnte.
Wenig später kehrt Hodge zur Absturzstelle zurück, um seiner Tochter zu gedenken. Der Geist seiner Tochter, in Gestalt eines kleinen Mädchens, wie er sie in Erinnerung hat, läuft auf ihn zu, winkt ihm zum Abschied und verschwindet.

## Produktion und Ausstrahlung
Die Dreharbeiten fanden vom 27. August bis 17. September 2001 größtenteils auf der Isle of Man sowie in den Grafschaften Buckinghamshire und Hertfordshire statt. Ursprünglich war die Ausstrahlung in Form einer zweiteiligen Miniserie im Januar 2002 auf ITV geplant.
Wegen der Terroranschläge vom 11. September, die während der Dreharbeiten stattfanden, gab es Kontroversen, wonach die Handlung zu sensibel für eine Fernsehausstrahlung wäre. Infolgedessen wurde die Serie nie im britischen Fernsehen ausgestrahlt. Die Weltpremiere fand als Fernsehfilm im BR Fernsehen am 12. November 2003 statt. Der Film wurde außerdem in einigen anderen europäischen Ländern mit teils langjähriger Verzögerung gezeigt und nie auf DVD veröffentlicht.